# 박용찬 (1964년)
박용찬(1964년 10월 17일 ~ )은 대한민국 언론인 출신 정치인이다. MBC 문화방송 기자 출신이다.

## 경력
| 연도                    | 제목                                                                                              |
| ----------------------- | ------------------------------------------------------------------------------------------------- |
| 1991.11 ~ 1994.02       | 문화방송 사회1부                                                                                  |
| 1994.02 ~ 2000.08       | 문화방송 보도제작2부                                                                              |
| 2000.09 ~ 2007.06       | 문화방송 정치부                                                                                   |
| 2007.06 ~ 2011.02       | 문화방송 뉴욕 특파원                                                                              |
| 2011.02 ~ 2012.04       | 문화방송 사회2부장                                                                                |
| 2012.04 ~ 2012.12       | 문화방송 기획취재부장                                                                             |
| 2012.12 ~ 2013.05       | 문화방송 사회1부장                                                                                |
| 2013.06 ~ 2015.11       | 문화방송 보도국 취재센터장                                                                        |
| 2013.06 ~ 2017.10       | 문화방송 앵커                                                                                     |
| 2015.11 ~ 2017.03       | 문화방송 편성제작본부 시사제작국장                                                                |
| 2017.03 ~ 2017.12.11    | 문화방송 논설위원실 실장                                                                          |
| 2017.12.11 ~ 2018.12.31 | 문화방송 보도본부 보도국 기자                                                                     |
| 2018.05.28 ~ 2018.11.29 | 문화방송 정직 6개월 처분                                                                          |
| 2019.01 ~ 2020.01       | 자유한국당 서울시당 영등포구(을) 당협위원장                                                       |
| 2019.03 ~ 2020.02       | 자유한국당 당대표 특별보좌역(언론·홍보 분야)                                                      |
| 2019.12 ~ 2020.02       | 자유한국당 대변인                                                                                 |
| 2020.02 ~ 2020.09       | 미래통합당 서울시당 영등포(을) 당협위원장                                                         |
| 2020.02 ~ 2020.05       | 미래통합당 대변인                                                                                 |
| 2020.07                 | 미래통합당 박지원 국정원장 후보 청문자문단 청문자문위원                                           |
| 2020.09.24.             | 문화방송 상대로 한 ‘징계무효청구소송’에서 대법원 승소 판결                                        |
| 2020.09 ~               | 국민의힘 서울시당 영등포(을) 당협위원장                                                           |
| ~ 2021.07               | 국민의힘 서울시당 수석대변인                                                                      |
| 2020.10 ~ 2022.09       | 국민의힘 미디어특별위원회 부위원장                                                                |
| 2021.01 ~ 2021.03       | 국민의힘 4.7 재보궐선거 서울시장 나경원 예비후보 캠프 대변인                                      |
| 2021.03 ~ 2021.04       | 국민의힘 4·7재보궐선거 서울시장 보궐선거 선거대책위원회 대변인단                                  |
| 2021.05 ~ 2021.06       | 국민의힘 전당대회 준비위원회 위원                                                                 |
| 2021.07                 | 국민의힘 서울시당 수석부위원장                                                                    |
| 2021.08                 | 국민의힘 서울시당 윤리위원                                                                        |
| 2021.08 ~ 2021.11       | 국민의힘 원희룡 제20대 대통령 선거 예비후보 원팀캠프 수석대변인                                   |
| 2021.12 ~ 2022.01       | 국민의힘 살리는 선거대책위원회 모두가 미래인재 정책특별본부 문화미디어컨텐츠정책특별위원회 위원장 |
| 2023.09 ~               | 국민의힘 서울시당 대변인                                                                          |
| 2024.03 ~ 2024.04       | 국민의힘 4·10 총선 중앙선거대책위원회 종합상황실 공보단 대변인단                                  |
| 2025.04 ~ 2025.05       | 국민의힘 김문수 제21대 대통령 선거 경선후보 문수 대통 김문수 승리캠프 공보메시지단장              |

## 학력
- 서울여의도초등학교
- 여의도중학교
- 여의도고등학교
- 고려대학교 정치외교학과 학사
- 서울대학교 행정대학원 행정학 석사

## 진행
| 연도 | 방송사 | 프로그램                      | 진행 기간                          | 비고 |
| ---- | ------ | ----------------------------- | ---------------------------------- | ---- |
| 2013 | MBC    | MBC 뉴스데스크                | 2013년 6월 29일 ~ 2013년 11월 17일 | 주말 |
| 2014 | MBC    | MBC 뉴스데스크                | 2014년 5월 12일 ~ 2015년 11월 6일  | 평일 |
| 2013 | MBC    | MBC 뉴스 24                   | 2013년 11월 18일 ~ 2014년 5월 2일  |      |
| 2015 | MBC    | MBC 100분 토론                | 2015년 11월 10일 ~ 2017년 9월 19일 |      |
| 2017 | MBC    | MBC 특집 대선주자를 검증한다! | 2017년 2월 9일                     | 특집 |

## 역대 선거 결과
|  | 44.35% |

|  | 49.03% |

## 수상 경력
- 2014년 한국방송인동우회 제23회 바른말 보도상